# 阿塞拜疆鐵路
阿塞拜疆鐵路是阿塞拜疆的國營鐵路公司。路網全長2918公里，軌距1520毫米，以3 kV（3,000 V）直流電進行電氣化。阿塞拜疆鐵路總部設於首都巴庫。
阿塞拜疆鐵路是蘇聯鐵路的繼承者之一，而蘇聯鐵路則繼承自俄羅斯帝國鐵路。蘇聯1991年解體後，其鐵路系統分裂成為若干前蘇聯加盟共和國的國家鐵路系統，阿塞拜疆共和國和阿塞拜疆鐵路亦在該年成立。
阿塞拜疆的首條鐵路線在1878年開工，並在1880年通車，在巴庫外的市郊營運。
總長2918公里的軌道有72%或2117公里是單線，有28%或815公里是複線。路線總長43%或1272公里是電氣化的。
鐵路總長38%或1126公里設有完整的自動閉塞，而16%或479公里設有調度集中系統。
鐵路共有176個車站，其中2個是完全自動化，12個車站設有貨櫃庭並機械化，3個車站可以提供高貨運量貨櫃。
總長72%或2117公里作為客運，尚未包括工業路線。
全國鐵路網絡不設高速鐵路。
多數鐵路軌道和列車急須維修或更換。然而卡爾斯－第比利斯－巴庫鐵路完工後，阿塞拜疆的鐵路線將進行現代化工程，引入最新技術和全新的列車，以取代仍在營運的舊鐵路列車。
阿塞拜疆鐵路總長在全世界排行第57位。

## 外部連結
- Azerbaijan Railways Official Site （页面存档备份，存于）  （英文） （俄文）
- Gallery and Information of the Electric Locomotives of the Azerbaijan Railways （页面存档备份，存于）
- .   [2018-06-28]. （原始内容存档于2013-01-31） （俄语）.
- .   [2018-06-28]. （原始内容存档于2013-01-31） （俄语）.